# SN 2007pj
SN 2007pj – supernowa typu Ia odkryta 31 października 2007 roku w galaktyce A234910+0047. W momencie odkrycia miała maksymalną jasność 22,30m.